# Grindvalar
Grindvalar (Globicephalinae) är en underfamilj i familjen delfiner. Man räknar fem släkten till underfamiljen.

## Släkten

### Globicephala
I släktet Globicephala (pilotvalar) finns två skilda arter, långfenad grindval (Globicephala melas) och kortfenad grindval (G. macrorhynchus). Vissa räknar endast dessa två under beteckningen grindvalar.
Den långfenade grindvalen är en kraftig delfin med en låg och rundad ryggfena. Bröstfenorna är mycket långa och utsträcker sig 25 % längs kroppslängden bland fullvuxna individer. Pannan som är lökformig/rund leder till en liten mun med 8–13 tänder i varje käke. Kroppsfärgen är mörkbrun eller gråsvart, medan ungarna är mer gråa. Hanar kan bli upp till 6,3 meter långa och honor 5,5 meter. Genomsnittsvikten är 1,75 ton respektive 1 ton.
Den långfenade grindvalen är ganska lik den kortfenade grindvalen vad avser kroppsform och färg. Men den långfenade är en aning större. Hanen kan bli upp till 7,2 meter lång och honan 5,1 meter. Maxvikten är 3,95 ton respektive 1,4 ton. Människan är grindvalens största fiende. 

### Grampus
- Rissos delfin (Grampus griseus)

### Peponocephala
- Melonhuvudval (Peponocephala electra)

### Feresa
- Dvärgspäckhuggare (Feresa attenuata)

### Orcaella
- Irrawadidelfin (Orcaella brevirostris)
- Orcaella heinsohni

Irrawadidelfin räknas inte av alla zoologer till denna underfamilj.